# James Miranda Barry

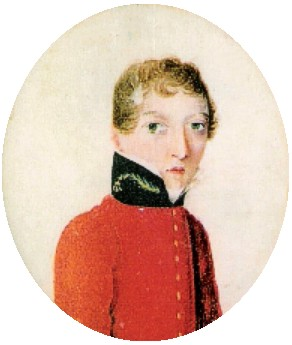
Miniatuurportret daterende 1812-1815 van James Barry

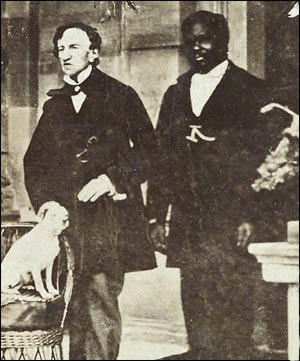
Foto van James Barry met zijn Jamaicaanse huisdienaar en zijn hondje 'Psychè'

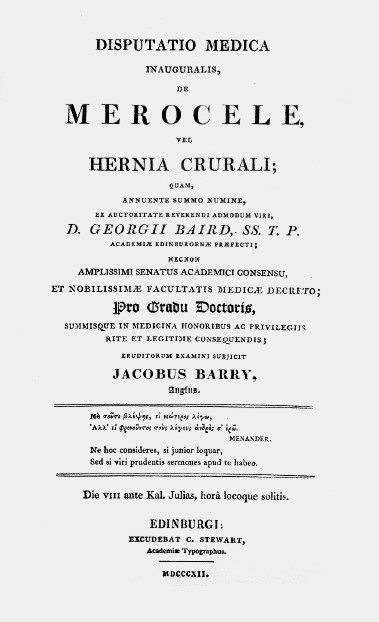
Titelblad van de gepubliceerde doctoraatsthesis van James Barry

James Miranda Steuart Barry (Belfast, vermoedelijk 9 november 1795, maar kon ook 1789 zijn - Londen, 25 juli 1865, geboren als Margaret Ann Bulkley), was een Britse arts en chirurg.

## Jeugdjaren
De ouders van Barry waren kruidenier Jeremiah Bulkley en Mary-Ann Barry, de zus van de kunstenaar James Barry, professor aan de Royal Academy in Londen.
Barry leefde vanaf volwassen leeftijd als man, vermoedelijk om zo te kunnen studeren en arts te worden, wat in die tijd niet was toegestaan voor vrouwen. Barry was vermoedelijk transgender of had een intersekse-conditie. Zijn moeder, samen met zijn broer en een paar liberale en invloedrijke vrienden, maakte het mogelijk voor Barry om als man door het leven te gaan en arts te worden.
In 1809 vertrok Barry met zijn moeder naar Edinburgh en werd als man toegelaten tot de Medical School aan de Edinburghse universiteit. Hij behaalde het diploma van arts in 1812. Hij volgde vervolgens cursussen tijdens de herfst en winter 1812-1813 aan de United Hospitals of Guy's and St Thomas' in Londen. In juli 1813 slaagde hij in het examen bij de Royal College of Surgeons of England en werd aanvaard als doktersassistent in het Britse leger.

## Carrière
Barry werd vanaf juli 1813 benoemd in militaire ziekenhuizen in Chelsea en daarna in Plymouth. Het is mogelijk dat hij op 15 juni 1815 als arts dienstdeed tijdens de Slag bij Waterloo. Hij diende daarna korte tijd in Brits-Indië en vervolgens, tot in 1817, in de Britse Kaapkolonie.
In korte tijd verwierf hij bekendheid. Hij zorgde in Kaapstad voor een beter waterbevoorradingssysteem dat gezonder water aanvoerde. Hij voerde er ook de eerste succesvolle keizersnede uit waarbij moeder en kind in leven bleven. Hij maakte zich ook vijanden door zijn kritiek op de gevoerde politiek betreffende de geneeskunde. In 1828 reisde hij naar Engeland terug.
Tussen 1828 en 1831 werd hij naar talrijke kolonies gestuurd: de eilanden Mauritius, Trinidad en Tobago. Na een terugkeer naar Engeland diende hij in Malta, Korfoe, de Krim en Jamaica om in 1831 in Canada aan te komen.
Barry was ondertussen opgeklommen tot de graad van inspecteur-generaal. Zijn volgende post was Sint-Helena en daar kwam hij in ruzie met de militaire overheid die hem arresteerde en naar Engeland terug stuurde. Hij werd er gedegradeerd tot gewoon chirurg en in 1838 naar West-Indië gestuurd.
Hij concentreerde er zich op zijn geneeskundige taken en op de verbetering van de gezondheidstoestand van de soldaten. Hij werd bevorderd tot hoofdgeneesheer. In 1845 werd hij door de gele koorts gegrepen en vertrok weer naar Engeland.
In november 1846 trok Barry naar Malta. In 1850 werd hij er geconfronteerd met een cholera-epidemie. In 1851 trok hij naar het eiland Korfoe met de graad van adjunct-inspecteur-generaal en in 1857 werd hij tot inspecteur-generaal van de ziekenhuizen benoemd in Canada. Hij zette er zich in voor betere voeding en geneeskundige zorgen, zowel voor de militairen en hun families, als voor gevangenen en melaatsen.
In 1864 werd hij verplicht pensioen te nemen en hij keerde naar Engeland terug. Hij overleed er aan dysenterie.

## Persoonlijkheid
Barry had het uiterlijk van een kleine man (1,50 m), had een baardloos gelaat, kleine handen en een hoge stem. Als iemand bemerkingen maakte over zijn gestalte, stem of algemeen voorkomen, daagde hij hem uit voor een duel. Sommigen vermoedden dat hij homoseksueel was of hermafrodiet, maar niemand schijnt vermoed te hebben dat hij origineel als vrouw was geboren ook al verklaarden sommigen na zijn dood "dat ze het altijd al geweten hadden".
Hij werd als een intelligente man beschouwd, maar met een wispelturig karakter, met weinig tact of geduld. Bij zijn collega's stond hij bekend als een handig chirurg, maar met een grote betweterigheid. Zijn kritiek op sommige overheidspersonen met betrekking tot de gezondheidspolitiek zorgde voor problemen. Tijdens de Krimoorlog ontmoette hij in Korfoe Florence Nightingale en het kwam tot een hoog oplopende ruzie. Nightingale beschreef hem later als 'de vermoeiendste man die ze ooit had ontmoet'.

## Geslacht
Barry kon ongestoord als man door het leven gaan. Als hij zelf ziek was en op een arts moest beroep doen, bleef hij gekleed en weigerde hij onderzocht te worden. Bij het vooruitzicht dat hij zou overlijden, deed Barry de arts beloven dat hij hem zou laten kisten zonder hem te ontkleden.
Het is pas bij zijn dood dat zijn originele geslacht werd vastgesteld. Zijn huishoudster Sophie Bishop ontdekte het toen ze het lijk aflegde. Ze dacht aan haar ontdekking geld te kunnen verdienen door te dreigen met een schandaal, maar de militaire overheid stuurde haar weg, zeggende dat men van het oorspronkelijke geslacht van Barry al lang op de hoogte was. Dat belette niet dat alles wat hierop betrekking had in een geheim dossier werd opgeborgen, dat pas honderd jaar later geopend werd. Pas toen volgde de bevestiging dat Barry inderdaad als vrouw geboren was.
Het feit dat hij niet enkel na zijn pensioen verder leefde als man (wat niet meer nodig geweest zou zijn, omdat hij op dat moment geen arts meer was), maar ook wilde dat hij na zijn dood nog steeds gezien zou worden als man (hoewel die wens niet werd gerespecteerd) is een grote indicatie dat Barry inderdaad een transgender man was.